# Bauernhausmuseum der Stadt Bochum

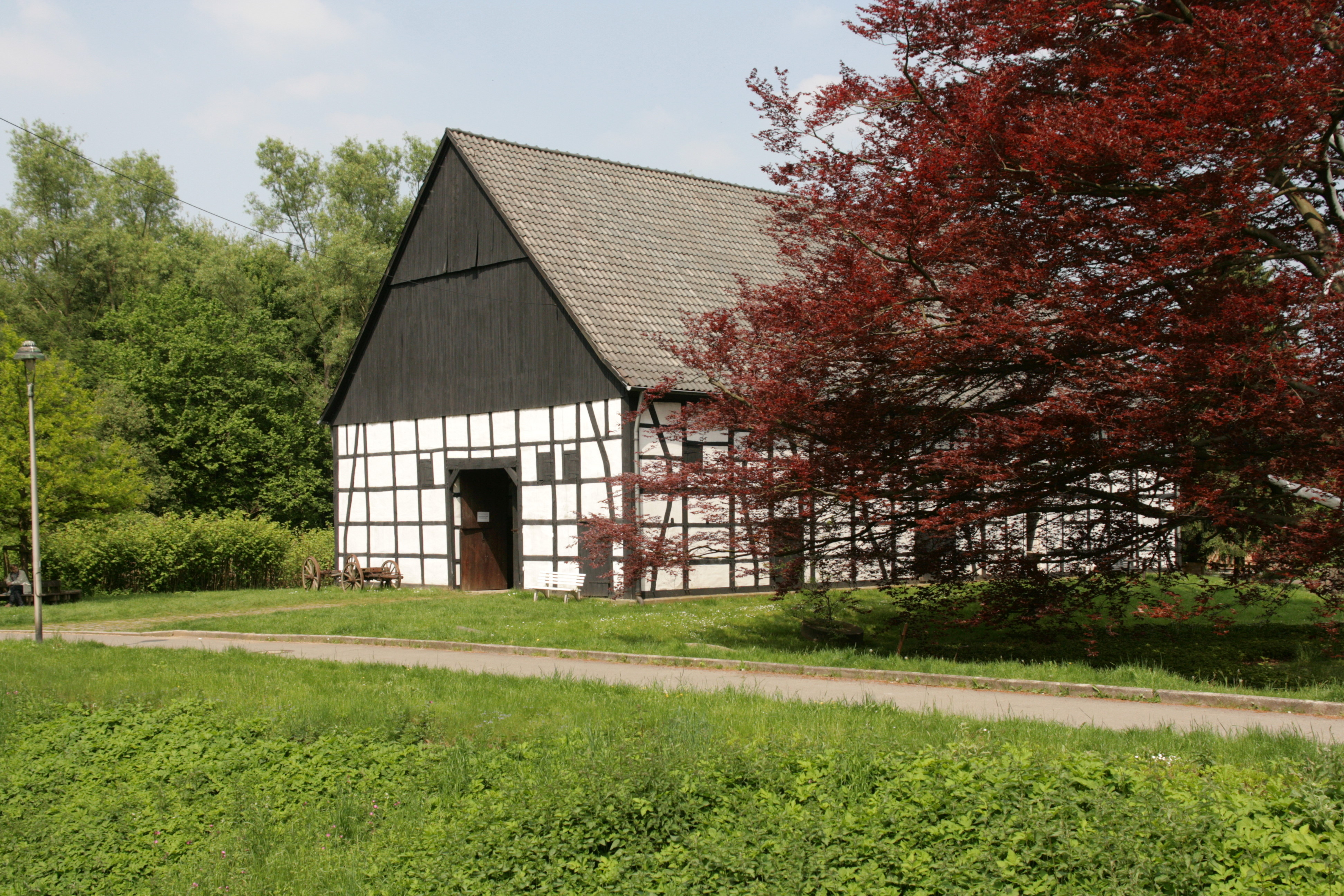
Bauernhausmuseum

Das Bauernhausmuseum der Stadt Bochum befindet sich neben der Wasserburg Haus Kemnade in Hattingen. Obwohl es auf Hattinger Stadtgebiet ist, befindet es sich, aus historischen Gründen, in Besitz der Stadt Bochum. 
Das Museum ist in einem Vierständer-Fachwerkhaus aus dem 18. Jahrhundert, der Stiepeler Meierei Schulte zur Oven (ursprünglich Kemnader Str. 462, hier ist heute die Sackgasse Düsterstraße). Im Jahr 1971 wurde es fachgerecht abgebaut, und schon im gleichen Jahr konnte am neuen Standort Richtfest gefeiert werden. Am 9. Juni 1972 wurde es als weitere Bestandteil des Museumsortes Kemnade der Öffentlichkeit übergeben.
Zu den Exponaten zählen bäuerliche Geräte, Möbel des 16. und 18. Jahrhunderts aus Westfalen und dem Bergischen Land. Ferner haben Imker hier ein Bienenmuseum eingerichtet. In der Außenanlage befindet sich ein Bauern- und Kräutergarten.
Bei dem Hochwasser der Ruhr 2021 kam das Bauernhaus, im Gegensatz zu dem Herrenhaus, unbeschadet davon.